# Dreamfall: The Longest Journey
Dreamfall: The Longest Journey est un jeu vidéo pour PC et Xbox développé par Funcom et édité par Micro Application, sorti en 2006. Il a été présenté pour la première fois à l'E3 2004 et fait suite au jeu vidéo The Longest Journey sorti 5 ans plus tôt. En 2014, Dreamfall Chapters est édité par Red Thread Games.
L'aventure se déroule sur deux mondes : « Stark », le monde de la science, et « Arcadia », le monde de la magie, et donne pour chacun d'eux un personnage différent à incarner. Ainsi l'héroïne principale est Zoë Castillo du monde de la science, mais on incarne aussi tour à tour April Ryan l'héroïne de The Longest Journey, coincée sur Arcadia, et Kian, un Azadi.

## Scénario
Zoë Castillo, jeune fille habitant Casablanca, vient tout juste de laisser tomber ses études d'ingénieur en biologie et ne sait pas trop ce qu'elle veut faire de sa vie.
Quelque chose affecte le monde de Stark : une interférence statique interrompt le fonctionnement de tous les éléments liés à la technologie… Cette interférence semble liée à une présence mystérieuse perçue uniquement par quelques-uns, une présence qui se tapit dans une sombre demeure, au cœur d'un paysage hivernal…
Alors qu'elle recherche un ami disparu, Zoë Castillo découvre que notre univers coexiste avec un monde de magie et qu'elle doit trouver April Ryan, la seule personne qui peut l'aider à défaire la dangereuse toile dans laquelle elle s'est retrouvée empêtrée.

## Système de jeu
Dreamfall se démarque des jeux d'aventures traditionnels dits point and click (pointer-et-cliquer) au niveau de son gameplay et car les dialogues influent sur le déroulement de l'histoire et qu'il est possible de combattre ou d'utiliser des attitudes spéciales lors des déplacements. Cette fois, le jeu se déroule en vue à la troisième personne, le joueur apercevant son personnage de dos et le contrôlant au clavier et à la souris et non plus uniquement à la souris comme dans l'épisode précédent.

## Accueil
- Adventure Gamers : 4/5[1]
- Gamekult : 7/10 (PC)[2] - 6/10 (XB)[3]
- GameSpot : 8,1/10[4]
- GameSpy : 5/5[5]
- IGN : 7,5/10[6]
- Jeuxvideo.com : 14/20 (PC)[7] - 15/20 (XB)[8]